# Kid Paddle (jeu vidéo)
Pour les articles homonymes, voir Kid Paddle (homonymie).
Kid Paddle est un jeu vidéo de type party game développé par Mistic Software et édité par Atari SA, sorti en 2005 sur Game Boy Advance.
Il est basé sur la bande dessinée du même nom.